# محطة إرشاد راديوي للطوارئ محددة للمواقع

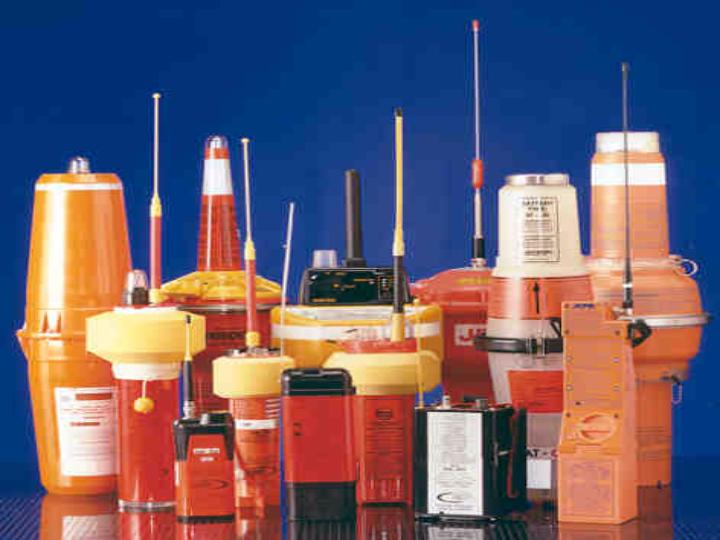

تُعد محطة الإرشاد الراديوي للطوارئ المحددة للمواقع (إي بّي آي آر بي) نوعًا من منارات تحديد مواقع الطوارئ، وجهاز إرسال راديوي محمول يعمل بالبطارية يستخدم في حالات الطوارئ لتحديد مواقع الطائرات والسفن والأشخاص الذين هم في محنة ويحتاجون إلى الإنقاذ الفوري. في حالة الطوارئ، مثل غرق السفينة أو تحطم طائرة، يُنشط جهاز الإرسال ويبدأ في إرسال إشارة راديوية مستمرة تستخدمها فرق البحث والإنقاذ لتحديد موقع الطوارئ وتقديم المساعدة بسرعة. تُكتشف الإشارة بواسطة الأقمار الصناعية التي يديرها الاتحاد الدولي لخدمات الإنقاذ، كوسباس-سارسات. الغرض الأساسي من هذا النظام هو مساعدة رجال الإنقاذ في العثور على ناجين خلال ما يسمى «اليوم الذهبي» (أول 24 ساعة بعد حدث صادم) يمكن خلاله إنقاذ غالبية الناجين عادةً. الميزة التي تميز أنظمة إي بّي آي آر بي الحديثة، والتي يطلق عليها غالبًا اسم أنظمة جي بّي آي آر بي، عن الأنواع الأخرى من منارات الطوارئ هي أنها تحتوي على جهاز استقبال جي بّي إس وأنها تبث موقعها، وعادةً ما يكون الموقع دقيقًا ضمن نطاق 100 متر (330 قدمًا)، لتسهيل تحديد الموقع.
التردد القياسي لجهاز إي بّي آي آر بي الحديث هو 406 ميجاهرتز. هي خدمة اتصالات راديوية متنقلة منظمة دوليًا تساعد عمليات البحث والإنقاذ على اكتشاف وتحديد موقع القوارب والطائرات والأشخاص المنكوبين. وهي مختلفة عن محطة الإرشاد الراديوي للطوارئ المحددة للمواقع بالأقمار الصناعية.
كان الشكل الأول من هذه المنارات هو إي إل تي بتردد 121.500 ميجاهرتز، والذي صُمم كمنارة لتحديد المواقع آليًا للطائرات العسكرية المحطمة. استُخدمت هذه المنارات لأول مرة في الخمسينيات من القرن العشرين من قبل الجيش الأمريكي وفُوض استخدامها في العديد من أنواع الطائرات التجارية والعامة بدءًا من أوائل السبعينيات من القرن العشرين. لم تُصمم بنية التردد والإشارة التي تستخدمه منارات إي إل تي للكشف باستخدام الأقمار الصناعية، ما أدى إلى وجود نظام ضعيف في قدرات الكشف عن الموقع وتأخير طويل في الكشف عن المنارات النشطة. بُنيت شبكة الكشف بالأقمار الصناعية بعد أن كانت منارات إي إل تي قيد الاستخدام العام بالفعل، ولم يُطلق أول قمر صناعي حتى عام 1982، وحتى في ذلك الوقت، أمنت الأقمار الصناعية فقط الكشف، مع دقة موقع تقريبًا نحو 20 كيلومترًا (12 ميلًا). وُسعت استخدامات التكنولوجيا لاحقًا لكي تُستخدم على السفن في البحر (إي بّي آي آر بي)، وللأفراد (بّي إل بي، وبدءًا من 2016 إم إس إل دي). انتقلت جميع التقنيات السابقة من استخدام 121.500 ميجاهرتز كتردد أساسي لاستخدام تردد 406 ميجاهرتز، والذي صمم للكشف بالأقمار الصناعية عن الموقع.
منذ إنشاء كوسباس-سارسات في عام 1982، ساعدت إشارات المنارات الراديوية للاستغاثة في إنقاذ أكثر من 28,000 شخص مع أكثر من 7,000 حالة استغاثة. في عام 2010 وحده، قدم النظام معلومات استُخدمت لإنقاذ 2,388 شخصًا مع 641 حالة استغاثة.

## أنواع المنارات الراديوية لتحديد مواقع الطوارئ
هناك عدة أنواع من منارات تحديد مواقع الطوارئ، تتميز بالبيئة التي صُممت لكي تُستخدم فيها:
- توجد منارات إي إل تي (مرسلات تحديد مواقع الطوارئ) على الطائرات وتُفعل في حال حدوث تحطم.
- توجد منارات إي بّي آي آر بي (المنارات الراديوية للطوارئ المحددة للموقع) على السفن وتطلق نداء استغاثة بحرية.
- منارات إس إي بّي آي آر بي (المنارات الراديوية للطوارئ المحددة لموقع الغواصات) هي منارات إي بّي آي آر بي صُممت للاستخدام في الغواصات فقط.
- تُستخدم أنظمة إس إس إيه إس (نظام التنبيه الخاص بأمن السفن) للإشارة إلى هجمات قرصنة أو إرهابية محتملة جارية على السفن البحرية.
- يحمل الأفراد منارات بّي إل بي (منارات تحديد المواقع الشخصية) والهدف منها الإشارة إلى شخص في محنة بعيد عن خدمات الطوارئ العادية، على سبيل المثال نداء 911. تستخدَم أيضًا لتطبيقات إنقاذ طواقم السفن في الشحن وفي قوارب النجاة في الأنظمة الأرضية. في نيوساوث ويلز، توفر بعض مراكز الشرطة والخدمة الوطنية للمتنزهات والحياة البرية منارات لتحديد المواقع الشخصية للمتنزهين مجانًا.[6]

يستقبل برنامج كوسباس-سارسات الدولي، وهو النظام الدولي للبحث والإنقاذ عبر الأقمار الصناعية (إس إيه آر)، تنبيهات الاستغاثة المرسلة من منارات إي إل تي وإي بّي آي آر بي وبّي إل بي وأنظمة إس إس إيه إس. ترسل هذه المنارات تدفقاً للبيانات لمدة 0.5 ثانية كل 50 ثانية، وترسل على فترات متباينة بمقدار 2.5 ثانية لتجنب إرسال المنارات المتعددة دائمًا في نفس الوقت.
عند تنشيطها يدويًا، أو عند تنشيطها تلقائيًا عند الغمر أو الارتطام، ترسل هذه المنارات إشارة استغاثة. تُراقب الإشارات في جميع أنحاء العالم ويُحدد موقع الاستغاثة بواسطة الأقمار الصناعية ذات المدار غير الثابت بالنسبة إلى الأرض باستخدام تأثير دوبلر للتثليث، وفي منارات إي بّي آي آر الأحدث أيضًا بواسطة جي بي إس.
لا تعمل الأجهزة ذات الصلة غير المترابطة، بما في ذلك أجهزة الإرسال والاستقبال للبحث والإنقاذ (سارت) وإيه آي إس-سارت وأجهزة الإرسال والاستقبال الانهيارية وريكو على التردد 406 ميجاهرتز، وبالتالي تُغطى مواضعها في مقالات منفصلة.

## برنامج كوسباس-سارسات الدولي
كوسباس-سارسات هي منظمة دولية كانت نموذجاً للتعاون الدولي، حتى خلال الحرب الباردة. اختصار سارسات يعني البحث والإنقاذ بمساعدة التتبع بالأقمار الصناعية. كوسباس (بالروسية: КОСПАС) هو اختصار للكلمات الروسية « Cosmicheskaya Sistema Poiska Avariynyh Sudov» (بالروسية: Космическая Система Поиска Аварийных Судов)، والتي تترجم إلى «النظام الفضائي للبحث عن السفن في محنة». شكل اتحادٌ من روسيا والولايات المتحدة وكندا وفرنسا المنظمة في عام 1982. ومنذ ذلك الحين، انضم 29 آخرون.
تتضمن الأقمار الصناعية المستخدمة في النظام:
- سارسات (الولايات المتحدة / كندا / فرنسا ليو)
- كوسباس (روسيا إل إي أو)
- جي أو إي إس (قمر الولايات المتحدة بمدار ثابت)
- إم إس جي (قمر أوروبي بمدار ثابت)
- إنسات (قمر هندي بمدار ثابت)
- إلكترو/ إل يو سي إيتش (قمر روسي بمدار ثابت)

تحدد منظمة كوسباس-سارسات المعايير للمنارات والمعدات المساعدة التي ستُركب بصورة متوافقة مع الأقمار الصناعية للطقس والاتصالات والمحطات الأرضية وطرق الاتصالات. تنقل الأقمار الصناعية بيانات المنارة إلى محطاتها الأرضية، والتي ترسلها إلى مراكز التحكم الرئيسية لكل دولة يمكن أن تبدأ جهود الإنقاذ.

## الكشف وتحديد الموقع
عادةً ما يُكتشف الإرسال ويُعالج بهذه الطريقة:
1. يُنشط جهاز الإرسال، إما تلقائيًا في حادث تحطم أو بعد الغرق، أو يدويًا عن طريق الناجين من حالة الطوارئ.
2. يلتقط قمر صناعي واحد على الأقل إرسال المنارة.
3. تنقل الأقمار الصناعية إشارة المنارة إلى محطات التحكم الأرضية الخاصة بها.
4. تعالج المحطات الأرضية الإشارات وتمرر البيانات، بما في ذلك الموقع التقريبي، إلى هيئة وطنية.
5. تحيل الهيئة الوطنية البيانات إلى هيئة الإنقاذ
6. تستخدم هيئة الإنقاذ معدات الاستقبال الخاصة بها بعد ذلك لتحديد موقع المنارة والبدء بعمليات الإنقاذ أو الاستعادة الخاصة بها.